# Корнет (Бакау)
Корнет (рум. Cornet) насеље је у Румунији у округу Бакау у општини Подури. Oпштина се налази на надморској висини од 441 m.

## Становништво
Према подацима из 2002. године у насељу је живело 319 становника, од којих су сви румунске националности.